# Галицька зоря
Га́лицька Зоря́ (1939—1944 роки — «Більшовицька правда», 1944—1990 року — «Радянське слово») — регіональна газета міста Дрогобича. Серія та номер свідоцтва — ЛВ 098; дата державної реєстрації — 3 березня 1994 року; орган, який здійснив реєстрацію — Управління у справах поліграфії та телерадіопростору Львівської обласної державної адміністрації. З 1 серпня 2020 року розповсюджується під назвою «Нова галицька зоря», передплата на газету не ведеться.

## Історія

### 1939–1941
Після вторгнення СРСР до Польщі та встановлення радянської влади на Західній Україні заборонили випуск усіх газет, що існували на той час у Дрогобичі. Замість них 4 листопада 1939 року вийшла газета «Більшовицька правда» (орган Дрогобицького обласного і міського комітетів КП(б)У та Дрогобицького обвиконкому), головним редактором якої став компартійний функціонер Є. В. Герасименко, якого прислали до Дрогобича з Харкова, де він раніше працював секретарем КП(б)У Дзержинського району міста. Одночасно Герасименко ввійшов в склад сформованого Дрогобицького обкому комуністичної партії, де не було жодного місцевого представника. Газета виходила до червня 1941 року, коли місто було зайняте німецькими військами,.

### 1944–1990
Після звільнення Дрогобича від німецьких військ 9 серпня 1944 року було поновлено випуск газети, але під назвою «Радянське слово», під якою вона виходила до 1 листопада 1990 року, будучи органом Дрогобицького обкому і міського комітету Комуністичної партії України, а після ліквідації Дрогобицької області у 1959 році залишила за собою обласний статус.

### 1990— наш час
Восени 1989 року колектив газети звільнився з-під партійної цензури, і з 1 листопада 1990 року видання почало виходити друком під назвою «Галицька Зоря» зі статусом міськрайонної газети.

Будинок на вулиці Шевченка, 14 у Дрогобичі, у якому розташована редакція газети «Галицька Зоря».

## Відповідальні редактори газети
- .11.1939 в.о. Швець І.
- .11.1939—.06.1941 Герасименко Єгор Васильович
- .08.1944—.09.1946 Лалак Григорій Якович (народився 1902 року в селі Сокіл (тепер Кам'янець-Подільського району Хмельницької області). З квітня 1924 року служив у Червоній армії, потім був на журналістській роботі. Член ВКП(б). Під час німецько-радянської війни перебував на політичній роботі в робітничій колоні № 1848 Сибірського військового округу та в санаторії Закавказького військового округу, капітан. Нагороджений медаллю «За перемогу над Німеччиною у Великій Вітчизняній війні 1941—1945 рр.». З квітня 1944 року — в редакції (т.в.о. редактора) дрогобицької обласної газети «Радянське слово». Був членом редакційної колегії книги-збірника «Вільна Дрогобиччина» (Дрогобич, 1945).)
- .09.1946—.08.1948 Собко Іван Дмитрович
- .09.1948—.03.1949 в.о. Лалак Григорій Якович
- .06.1949—1959 Сендзюк Феодосій Лук'янович
- 1959—1962 Гурський Іван Григорович
- 1962—1963 Розовський Григорій Єфремович
- 1963—1975 Гурський Іван Григорович
- .09.1975—.11.1988 Китай Петро Іванович
- .11.1988—2002 Тихий Іван Степанович
- 2002—.02.2016 Мацан Петро Гілярович
- .02.2016—.01.2018 т.в.о. Турмис Володимир Михайлович
- 1.02.2018 — .08.2020 редакторат
- .08.2020— 7.04.2022 Мацан Петро Гілярович
- .04.2022—.05.2022 заст.редактора Турмис Володимир Михайлович
- .05.2022 — Турмис Володимир Михайлович

## Наклад
Газета виходить раз на тиждень (у четвер) накладом близько 6 тис. примірників на 6-х чорно-білих сторінках формату А3.

## Передплатні індекс
- 22169  — випуск із телепрограмою.